# Давід Павліта
Давід Павліта (чеськ. David Pavlita) — чеський дипломат. Генеральний консул Чехії у Львові (2009—2013)

## Життєпис
У 1994 році закінчив Карлів університет у Празі, магістр соціально-економічної та регіональної географії.
У 1994—1995 рр. — референт Департаменту Африки та Субсахарської Африки МЗС Чехії, Прага.
У 1995—1999 рр. — Третій секретар з культури, преси та консульської служби Посольства Чехії в Південній Африці, Преторія.
У 1999—2001 рр. — референт для англомовних країн, консульський відділ Міністерства закордонних справ Чехії, Прага.
У 2001—2005 рр. — Перший секретар з консульських питань Посольства Чехії в Канаді, Оттава.
У 2005—2008 рр. — голова робочої групи ЄС, Шенгену, Консульського департаменту МЗС Чехії, Прага.
У 2008—2009 рр. — Перший секретар з консульських питань Посольства Чехії в Єгипті, Каїр.
У 2009—2013 рр. — Генеральний консул Чехії у Львові, Україна.
У 2013—2014 рр. — співробітник Консульського відділу МЗС Чехії, Прага.
У 2014 році — співробітник Департаменту спільної зовнішньої політики та політики безпеки МЗС Чехії, Прага.
У 2014—2018 рр. — Заступник голови місії, тимчасовий повірений у справах Посольства Чехії в Кенії, Найробі.
У 2018—2019 рр. — співробітник візового відділу МЗС Чехії, Прага.
З січня 2020 по вересень 2020 рр. — референт Департаменту Африки та Субсахарської Африки МЗС Чехії, Прага.
З вересня 2020 року — Заступник голови місії Посольства Чехії в Малайзії, Куала-Лумпур.